# Carrefour (tijdschrift)
Carrefour was een Franstalige publicatie dat in 34 gemeenten in de Vlaamse rand rond Brussel werdverspreid. Het blad was gratis en had een oplage van 100.000 exemplaren.  Carrefour wel zeer Fransgezind en riep de Franstalige inwijkelingen in Vlaanderen op zich te verzetten tegen wat zij noemde de discriminatie van Franstaligen, daarbij schuwde zij geen vergelijkingen te maken tussen de officiële Vlaamse taalpolitiek en het nazisme. Verder werd er gepleit voor de aanhechting van de Vlaamse gemeenten met taalfaciliteiten bij het Brussels gewest en de verdere uitbreiding van deze faciliteiten naar een hoop andere Vlaams-Brabantse gemeenten. Carrefour maakte ook promotie voor allerlei Francofone initiatieven in Vlaanderen en steunde in verkiezingsperiodes de Franstalige politieke partijen.
Het tijdschrift werd tot 2016 uitgegeven.